# 清涧河

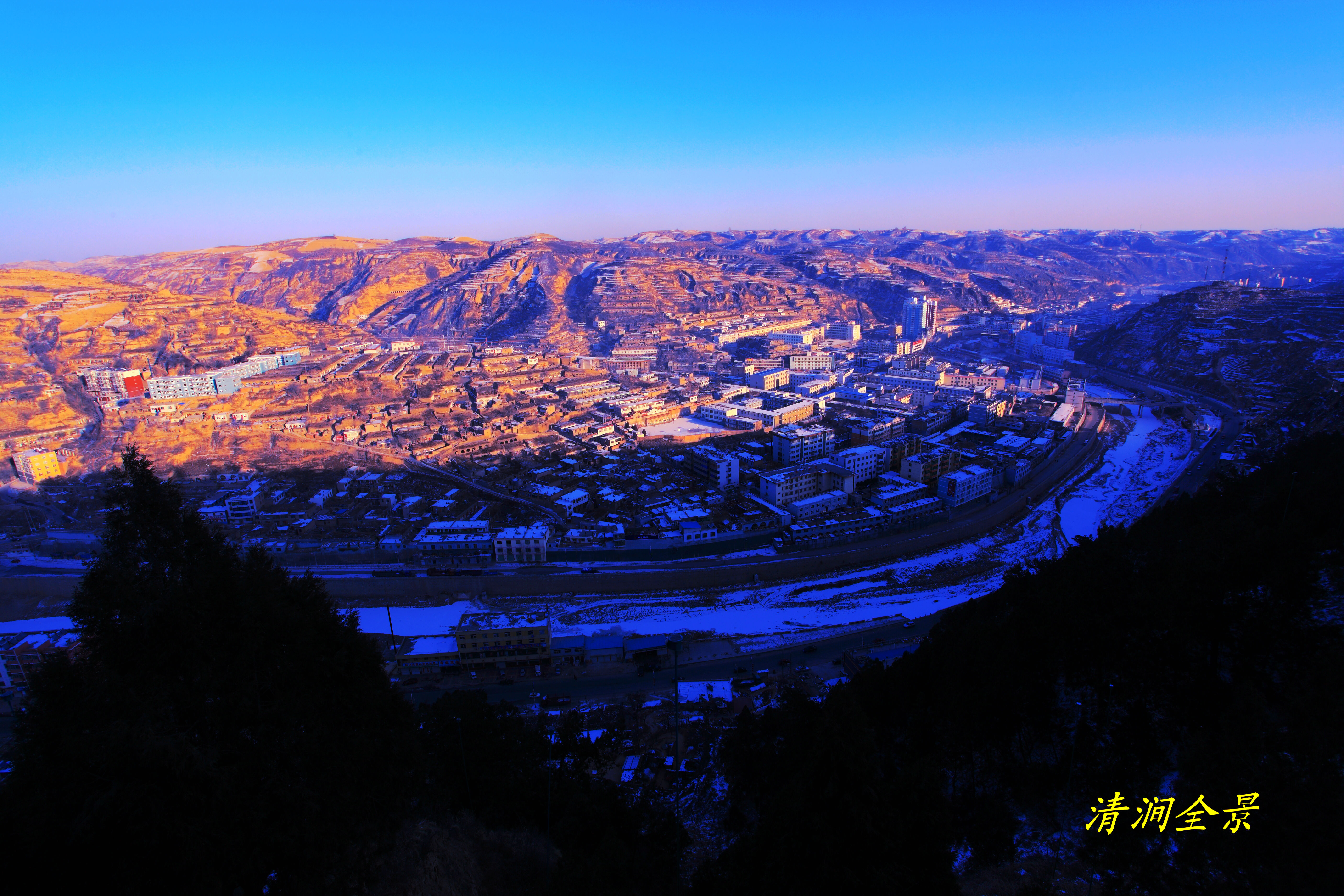
清涧县城及清涧河

清涧河，位于中华人民共和国陕西省北部的一条河流，为黄河右岸支流，源流称中山川，发源于延安市安塞区东北坪桥镇党渠村安保塌以西白猪山北麓，向北流注入阳咀水库，出库后向东南流，注入子长市中山川水库，出库后向东流，于安定镇张家岔村以南左纳唐川河后又称秀延河，干流继续向东流经安定镇、子长市区瓦窑堡街道、杨家园则镇、马家砭镇，进入清涧县后转东南流，始称“清涧河”，经折家坪镇、县城宽洲镇、下廿里铺镇、延川县县城大禹街道等地，于延川县延水关镇苏亚河村西南汇入黄河。全长169.9公里，流域面积4078平方公里。年均径流量1.8766亿立方米，年均输沙量5590万吨。

## 备注
1. ↑  也有资料和地图将发源于子长市李家岔镇阳道峁村西北周家崄的唐川河视为主源。